# Diasemia oressarcha
Diasemia oressarcha là một loài bướm đêm trong họ Crambidae.